# Тръст за социална алтернатива
Фондация „Тръст за социална алтернатива“ (на англ. Trust for Social Achievement Foundation) е българска неправителствена организация, създадена на 9 август 2012 г. в гр. София.
ТСА, за по-кратко, е организация, която оказва финансова подкрепа чрез проекти, с цел да се намали бедността в страната, и за да бъдат преодолени пропуските в образованието и пазарната активност на хората от икономически уязвимите групи. Дейността на фондацията се фокусира върху ромите, две трети от които живеят в бедност.

## Ръководство на организация
Сара Перин е изпълнителен директор на фондацията от нейното създаване. Преди това тя е директор на Програмата за хора в икономически неравностойно положение във фондация „Америка за България“ (ФАБ) почти четири години. Под нейно ръководство ФАБ създава редица успешни програми и финансира над 50 проектни инициативи, подпомагащи образованието и достъпа до осигуряване на доходи за хора в неравностойно положение.
Членове на Борда на Директорите Борда на директорите на фондацията в момента са Венета Илиева ( с над 20-годишен стаж в банковото и финансово дело, активно участва в създаването на ПОК „ДСК-Родина“), Емилия Карадочева (финансов директор в „Българо-американския инвестиционен фонд“ (БАИФ), Росен Иванов (управител и съдружник в Black Peak Capital), Виктория Блажева (първи вицепрезидент в „УниКредит Булбанк“, директор „Комуникации“ и Diversity Manager на банката) и Илиана Сарафиан (научен сътрудник в Лондонското училище по икономика и политически науки). Работила е в различни международни организации, включително Програмата за развитие на ООН, Фондация „Отворено общество“ – Лондон, и в неправителственият сектор в и извън България).

## История
Фондацията е създадена, за да помага на хората в България да разгърнат своя потенциал – за образование, професионално развитие и просперитет. Затова „Тръст за социална алтернатива“ съсредоточава своите усилия за създаването на възможности за хората в неравностойно положение, включително и за ромската общност.
Над една трета от българите живеят в риск от бедност и социално изключване – това е вторият най-висок процент в Европа. Затова фондацията през годините изследва и търси решения как да бъдат намалени пропуските в постиженията на по-уязвимите групи в българското общество. За целта, екипът работи с висококвалифицирани и мотивирани професионалисти от различни среди от България и света. Като по този начин се събират доказателства във всяка област на дейност, за разработване на едни от най-успешните модели за подкрепа.
ТСА също така е важен източник на подкрепа за организации, работещи в ромската общност и хора в неравностойно положение. Въз основа на своя опит, партньорството си с общностно-базирани граждански организации, и провежданите изследвания, фондацията участва активно в процеса на изработване и формулиране на политики и програми на национално ниво.
През последните десет години ТСА си партнира с над 87 граждански организации, като по този начин оказва подкрепа на 330 000 души от цялата страната, участници в различни програми и инициативи на фондацията в повече от 700 места в цялата страна.
Фондацията е доказала, че могат да бъдат развити успешни модели на подкрепа и към организации в региони в страната, които традиционно са непредставени и има по-ниски нива на гражданска ангажираност. Над 64% от партньорите на „Тръст за социална алтернатива“ работят извън София. ТСА допълва уникалната позиция на организациите като предоставя и въвежда нови изследвания и най-добри практики.
Важен акцент в работата на ТСА е оценката на въздействието на отделни дейности. Оценката е важен фактор за изработването и въвеждането на по-ефективни политики и практики на национално и местно ниво. Чрез развитието на мрежата от свои партньори по ключови теми, фондацията допринася за утвърждаването на социални политики и практики в България, като например:
- премахване на таксите за всички деца за посещение в детските градини в България;
- предоставяне на разширени пренатални грижи за бременни майки чрез патронажната ни услуга „Заедно-здраво бебе, здраво бъдеще“ и чрез законова промяна в здравната Наредба 26, чрез която вече се предоставят двойно повече прегледи за неосигурени бременни жени;
- осигуряване на безплатен транспорт до професионалните училища, когато се налага пътуване, за да бъде редуциран делът на учениците, които отпадат от системата на образованието;
- жилищна регулация на три ромски квартала в Кюстендил, Пещера и Дупница;
- подобрени процедури за издаване на български лични карти;

## Дейност и ТСА днес
- Фондация „Тръст за социална алтернатива“ разработва и въвежда различни подходи в стремежа си да осигури равен шанс за всички. Ето защо, усилията на ТСА са насочени в четири програмни направления:
- Ранно детско развитие – целта на програмага е да насърчи по-здравословно отглеждане на децата, както и да подобри тяхната готовност за училище. Доказано е, че инвестициите в първите шест години от развитието на детето са с най-висока възвращаемост по отношение на образованието и икономическата активност. Затова ТСА работи за превенция на бременност в тийнейджърска възраст, управлява специализирана патронажна услуга "Заедно-здраво бебе, здраво бъдеще", насочена към млади жени до 22 г. бременни за първи път, както и за повишаване на качеството на достъпа до грижи за деца до 6-годишна възраст чрез изграждането на капацитета на партньорски организации, институции и специалисти – включително създаването на мрежа от 11 НПО в страната, част от проекта "С грижа от 0 до 3";
- Образователни възможности и постижения – екипът на „Тръст за социална алтернатива“ вярва, че проспериращата икономика се основава на качествена работна сила и образовани хора. Вярва и че, за да бъдат намалени социалните неравенства в обществото, за да се повишат образователните постижения и за да се подготвят младите хора за пазара на труда, следва да имат подобрен достъп до качествено образование. За да постигне това, ТСА финансира програми, които оказват директна финансова подкрепа на ученици от по-бедни региони, стипендиантски проекти, както и осигурява транспорт и учебници за младежи и деца, които живеят далеч от своето училище.
- Икономическо развитие и достъп до заетост – програмата има за цел да съдейства и подкрепя уязвими групи от ромска общност в процеса на образование, професионална реализация, кариерно ориентиране и постигането на икономическа независимост. Завършилите средно образование роми обикновено печелят с 83% повече от своите връстници, които притежават само основно образование. И все пак, тъй като 53% от ромите в България работят неквалифицирана работа, необходимостта от постоянни усилия за професионално обучение, повишаване на квалификацията и развитие на малък бизнес продължават да са от решаващо значение. Затова и една от първите инициативи на ТСА в рамките на тази програма е свързана с проекти, които помагат на инициативни и амбициозни хора да стартират или разширят своя малък семеен бизнес в сферата на селското стопанство, чрез практическо наставничество и достъп до капитал. Фокус в програмата е развитието на младежите от ромски произход, заради високата безработица сред тях. Почти всеки трети младеж от общността не работи. Това подтикна ТСА да инициира проект, отново в рамките на тази програма, чрез който да бъдат повишени уменията на младежите до 29-годишна възраст, така че да са по-подготвени за пазара на труда и да отговорят на нужните критерии и условия на бизнеса.
- Освен върху пазара на труда, екипът на фондацията полага системни и дългогодишни усилия, свързани с регулацията на квартали с преобладаващо ромско население, като целта е общините да бъдат подпомогнати в изготвянето на подробни устройствени планове и устройство на териториите, за да могат незаконно изградените жилищни постройки, единствени за техните обитатели да получат възможност за търпим статут, което ги предпазва от принудително премахване. В продължение на подхода, общностите от тези квартали получават възможност сами да купят земя и да започнат да строят законни жилищни постройки. Към момента по програма „Регулация и жилищни условия“ фондацията помага на около 2000 семейства в Кюстендил, Пещера и Дупница да имат свой законен дом. Благодарение на доброто и успешно съвместно партньорството с общинската администрация на тези места, фондацията разпространява своя градоустройствен опит и сред още 30 общини в страната.
- Изграждане на капацитет – устойчивата промяна изисква силно мотивирани, способни хора и организации. Затова ТСА инвестира време, енергия и ресурси в дейности за изграждане на капацитета и на други неправителствени организации в страната. Това включва пряка работа с бенефициентите, организиране на тематични конференции, събития за обучения и външни лектори, създаване и развитие на мрежи, както и подпомагане на отделни хора да участват във външни и вътрешни обучения, коучинг и възможности за менторство. Фондацията предоставя и стипендии за участие в програми за лидерство и увеличаване на финансовия капацитет чрез Фонд „Одит за НПО“ (Фонд за одит на бенефициентите). Крайната цел е да бъде изградено обществено доверие и да бъде постигната трайна и устойчива промяна в живота на хората.